# Davor Štern
Davor Štern (Zágráb, 1947. június 18. –) Horvátország korábbi gazdasági, munkaügyi és vállalkozási minisztere, üzletember és vállalkozó.

## Származása és neveltetése
Apja magyar zsidó, édesanyja pedig a horvátországi Šestanovacból származott. Štern is zsidó neveltetést kapott. Folyékonyan beszél angolul, oroszul, olaszul, németül, héberül és horvátul. 1967-ben szerzett diplomát a Zágrábi Egyetemen (a Kőolaj, Geológia és Bányászat Karon). Štern a zágrábi zsidó közösség tagja.

## Pályafutása
A diploma megszerzése után 1972-ben az INA-nál dolgozott, 1973-ban pedig a jugoszláv olajtársaság munkatársa lett. 1976-tól 1982-ig az INA kereskedelmi alvállalatánál import-igazgatóként dolgozott. 1982-ben az INA moszkvai fiókigazgatójává nevezték ki, ebben a beosztásban 1986-ig dolgozott. 1986-tól 1991-ig a Philipp Brothers – Salomon Brothers moszkvai képviseleti irodájának igazgatójaként dolgozott. 1991 és 1993 között a Glencore fiókigazgatója volt. 1993-tól 1994-ig a Trade Consulting igazgatójaként dolgozott az ausztriai Grazban. 1994-től 1995-ig gazdasági miniszterhelyettes volt, majd gazdasági miniszterré nevezték ki. Ezt a tisztséget 1997-ig töltötte be. 1997-ben az INA – Oil Industry d. d. vezérigazgatója lett, ezt a pozíciót 2000-ig töltötte be. 2001-ben visszatért Moszkvába a TNK-BP elnökének tanácsadójaként. 2004 óta a Zagreb Trade Consulting Company igazgatója. 2010. október 21-én Šternt az INA felügyelőbizottságának tagjává nevezték ki.
Štern Horvátország egyik leggazdagabb embere, nettó vagyonát 43 millió euróra becsülték 2007-ben.
Štern Horvátországban a Fülöp-szigetek tiszteletbeli főkonzulja.

## Filantrópia
Štern közismert filantróp. Mindig is előnyben részesítette az anonim adományokat a nyilvánossággal szemben.

## Fordítás
Ez a szócikk részben vagy egészben  a   Davor Štern című angol Wikipédia-szócikk ezen változatának fordításán alapul.  Az eredeti cikk szerkesztőit annak laptörténete sorolja fel. Ez a jelzés csupán a megfogalmazás eredetét és a szerzői jogokat jelzi, nem szolgál a cikkben szereplő információk forrásmegjelöléseként.